# Claudio Darni
Claudio Darni (Montechiarugolo, 7 luglio 1934 – Parma, 6 aprile 2014) è stato un calciatore italiano, di ruolo difensore.

## Carriera
Tra il 1953 ed il 1959 disputò un campionato di Serie C e cinque di Serie B con la maglia del Parma, totalizzando 143 presenze (116 delle quali in B) con un gol segnato.
In seguito giocò in Serie C, per un anno con il Siena e due con la Salernitana.

## Palmarès

### Club

#### Competizioni nazionali
- Campionato italiano Serie C: 1

Parma: 1953-1954